# 石川総朗
石川 総朗（いしかわ ふさあきら）は、江戸時代中期の旗本。総氏系石川家（保久石川家）3代。

## 生涯
元禄5年（1692年）総昌の四男として誕生し、兄早世により嗣子となる。母は大嶋石川家の石川義當の娘。宝永6年6月12日（1708年7月29日）将軍徳川家宣に拝謁し、父の致仕を受け享保8年7月23日（1723年8月23日）家督を継ぐ。
生来病弱で享保17年閏5月2日（1732年6月23日）築地萬年橋の屋敷にて死去した。その跡は、兄弟である大久保総比の次男で養子の総共が継いだ。